# 은하수를 여행하는 히치하이커를 위한 안내서 (소설)
《은하수를 여행하는 히치하이커를 위한 안내서》(The Hitchhiker's Guide to the Galaxy)는 더글러스 애덤스가 지은 5권의 코믹 SF 《은하수를 여행하는 히치하이커를 위한 안내서》 중 첫 번째로, 1979년에 런던에서 최초로 출판되었다. 이 소설은 애덤스의 동일한 이름의 라디오 시리즈의 첫 번째 4개 부분을 합한 것이다.
책은 두 부분으로 구성되어 있는데, 앞 부분인 안내서에 대한 안내서(Guide to the Hitchhiker's Guide to the Galaxy)는 '히치하이커' 시리즈의 탄생배경 및 영화, 방송 및 5권의 책에 관한 설명이다.
둘째 부분은 가상의 히치하이커를 위한 안내서인 은하수를 여행하는 히치하이커를 위한 안내서라는 제목을 붙이고 있는데, 이 제목은 백과사전과 비슷한 형식으로 쓰인 "유럽을 여행하는 히치하이커를 위한 안내서"(The Hitchhiker's Guide to the Europe)라는 여행 서적에서 따온 것이다.

## 줄거리
은하수를 여행하는 히치하이커를 위한 안내서는 방대한 지식의 은하대백과사전보다 더 유명한 책인데, 그 이유는 은하대백과사전보다 더 싸다는 것, 그리고 앞에다가 큼지막고 친근하게 당황하지 마시오(Don't Panic)라고 적어놓은 것이었다. 이 전은하적인 베스트셀러인 이 책은 아직도 전자시계가 좋은 아이디어라고 생각하는 지구에서는 알려지지 않았다. 포드 프리펙트(Ford Prefect)는 안내서의 이동 조사원이었는데, 지구에서 머무는 동안 안내서는 그에 대해서 완전히 잊어버리게 되었다. 포드의 가장 친한 친구는 겸손한 지구인인 아서 덴트(Arthur Dent)였다. 그는 웨스트 컨트리에서 지루한 삶을 보내고 있었는데, 어느날 아침 포드가 아서에게 자기가 베텔게우스(Betelgeuse) 근처의 작은 행성에서 왔고, 지구가 곧 파괴될거라고 경고했다. 실로, 관료적인 외계인 종족인 보고인은 초은하 고속도로의 우회로를 건설하기 위해 지구를 부숴버릴 작정이었다.
지구가 파괴되려고 할 때, 간신히 보고인 우주선에 히치하이킹을 하고, 다시 다른 곳으로 히치하이킹을 하려고 할 때, 그들은 사로잡혀서 보고인의 시("전 우주에서 3번째로 못쓴 시")를 듣게 되고, 아서와 포드는 공허한 우주로 방출되게 된다. 그들은 질식사 직전에 가까스로 은하계 대통령 자포드가 진수전 훔친 순수한 마음호에 의해 구출된다. 그 배안에는 자포드(Zaphod Beeblebrox)와 트릴리언(Trillian)이 있었는데, 아서는 그녀는 영국 이즐링턴에서 열린 파티에서 보고 다시 보는 것이다. 그리고 심각한 우울증에 시달리는 안드로이드 마빈까지 있었다. 포드 프리펙트와 아서는 자포드가 배를 모는 이유가 뭔지 알게 된다. 전설속의 초호화 행성을 만든 마그네시아를 찾는 것을 말이다. 마그라테아에 도착해서 오류가 난 자동 방어시스템의 핵미사일을 순수한 마음호의 무한 불가능 확률 추진으로 다른 물체로 만들어버리고(고래와 페튜니아 화분으로 바꿔 버린다), 마그라테아에 도착해서 아서는 피오르를 설계한 늙은 슬라티바트패스트를 만나게 되고, 그는 아서에게 지구인에게는 쥐라고 알려졌지만, 실상으로는 초지능적인 범차원존재가 지구를 계획, 설계하였다고 이야기를 해주었다. 쥐들은 그들 차원에서 인생의 의미를 찾도록 깊은 생각이라는 컴퓨터를 750만 년 동안 돌리고, 답을 얻어낸것이 42였다. 그래서 답에 대한 질문을 얻기 위해서 행성만한 컴퓨터인 지구를 설계했고, 그 질문이 나오기 5분 전에 보고인에 의해서 지구가 파괴 되었다. 그리고 그는 그 질문을 찾기 위해서 지구2를 만들고 있다고 하며, 그들을 쥐에게 데려가 준다. 쥐들은 아서의 뇌파에 최후의 질문이 암호화돼 있다고 결론 내리고, 그의 뇌를 꺼내려 한다. 그때 은하경찰이 자포드를 체포하러 왔고, 편집증 안드로이드인 마빈이 자신의 우주에 대한 견해를 은하경찰 우주선의 컴퓨터에게 넣어 은하경찰 우주선의 컴퓨터를 자살시키고, 그 컴퓨터와 서브-에사로 연결된 그들은 죽게 된다. 그래서 자포드와 그의 일행은 구사일생으로 살아나게 된다. 자포드는 순수한 마음호로 우주 끝에 있는 레스토랑인 밀리웨이즈(Milliways)로 가자고 하고, 이야기는 2권인 우주의 끝에 있는 레스토랑으로 이어지게 된다.

## 한국에서의 출판
두 가지 버전의 번역본이 있다.
- 김장환 역, 새와물고기, 1996년 7월 10일 ISBN 89-7984-015-2 (현재 절판된 상태이다.)
- 김선형-권진아 역, 책세상, 2004년 12월 20일 ISBN 89-7013-479-4

## 같이 보기
- 은하수를 여행하는 히치하이커를 위한 안내서 (영화)